# Петър Крумов (писател)
Петър Крумов е български писател и кинорежисьор.

## Биография
Роден е през 1988 г. в София. Завършва културология в Софийския университет „Св. Климент Охридски“, а след това завършва кинорежисура в НАТФИЗ „Кръстьо Сарафов“.
Дебютира като писател с романа „Катафалка, два носорога“. Книгата му носи успех, номиниран е за няколко литературни награди и печели отличието „Перото“ за дебют. В анкетата на „Литературен вестник“ от декември 2017 г. писателят Деян Енев определя „Катафалка, два носорога“ като „литературното събитие на годината“.
Късометражният му филм „Срам“, с който участва в международния конкурс на фестивала в Клермон Феран, е номиниран за наградата за късометражен филм на Европейската филмова академия 2018.